# 免疫缺陷
免疫缺陷（英語：immunodeficiency）是指免疫系统抵抗传染病的能力失常或欠缺。免疫缺陷还可能降低肿瘤免疫监视功能。免疫缺陷多为继发性（secondary）免疫缺陷，不过也有些人生来就有原发性（primary）免疫缺陷。罹患免疫缺陷的患者被称为是免疫受损的（immunocompromised）。这些患者除了会遭受普通感染外，尤其容易遭受机会性感染。

## 抗體脆弱期
出生後的時期是兒童免疫系統發展的關鍵階段。媽媽懷孕期間，寶寶依賴從母體通過胎盤獲取抗體；出生後，寶寶能通過母乳持續攝取抗體，獲得被動免疫保護。
隨著母乳餵哺頻率的下降，來自母體的免疫保護會不斷減弱，使寶寶變得更脆弱，並需依賴其自身正在發展的免疫系統，而其自身的免疫系統需要三至四年時間才能發展完善。這一時期，寶寶體內的抗體水準不足，未能充分抵禦外界挑戰，面臨 「抗體脆弱期」。
要抵擋外來的威脅，寶寶需要建立自身的免疫球蛋白 (抗體之一)。免疫球蛋白大致可以分為5種， 而IgG 是其中1種。
寶寶在剛出生時未能製造自身的IgG，需依賴在懷孕後期經胎盤從母體獲取IgG。其他類型的免疫球蛋白（如IgA、IgM、IgE 及IgD ） 並無法穿透胎盤進入胎兒。故此，IgG被認為可保護寶寶對抗感染方面非常重要。
天然活性免疫球蛋白IgG（抗體之一）常見於母乳中，在抗體脆弱期間發揮著重要的作用。
其Y 型結構有效於精準識別及對抗病原體，為寶寶提供抗體般免疫保護基礎。
面臨抗體脆弱期時，寶寶或需要額外補充天然活性免疫球蛋白 IgG提升寶寶抗體水平，來支持免疫系統的發展。
研究指出，維持足夠的 IgG 水平能幫助寶寶減少抗體不足帶來的健康風險。免疫系統發展的關鍵期，家長需特別留意寶寶的營養攝入，應當為寶寶補充天然活性免疫球蛋白IgG，以增強寶寶的免疫力，有助擊退威脅。

### 免疫球蛋白 (Igs) 的類別
免疫球蛋白大致可以分為5種，分別為免疫球蛋白A (IgA)、免疫球蛋白D (IgD)、免疫球蛋白E (IgE)、免疫球蛋白G (IgG) 及免疫球蛋白M (IgM)。每種免疫球蛋白會透過不同的機制協助身體對抗入侵（請參照下表）。

### 免疫球蛋白的種類及特性
| 種類 | 結構   | 抗原結合點 | 能否穿過胎盤 | 血液中抗體的總量 | 結合於Fc           | 主要功用 |
| ---- | ------ | ---------- | ------------ | ---------------- | ------------------ | --- |
| IgM  | 五聚體 | 10         | 不能         | 6%               | 補體               | 初次免疫反應中的主要抗體，負責補體結合。在單體狀能時可作為B細胞的受體。                                                          |
| IgG  | 單體   | 2          | 能夠         | 80%              | 吞噬細胞           | 次級免疫反應的主要抗體，負責中和毒素及促進吞噬細胞吞噬抗原。其Y型結構上帶有能識別及結合病原的結合點。抑制抗原的抗體反應高達99%。 |
| IgA  | 雙聚體 | 4          | 不能         | 13%              | 無                 | 主要釋放進黏膜、淚液、唾液及初乳中。                                                                                             |
| IgE  | 單體   | 2          | 不能         | 0.002%           | 巨細胞及嗜鹼性細胞 | 負責過敏反應及對付寄生蟲的抗體。                                                                                                 |
| IgD  | 單體   | 2          | 不能         | 1%               | 無                 | 作為B細胞上的受體。 |

## 分类
按免疫缺陷性质的不同，可分为：
- 体液免疫缺陷（humoral immune deficiency）[5]
- T细胞缺陷（T cell deficiency）[6]
- 粒细胞缺陷（granulocyte deficiency）
- 无脾（asplenia）
- 补体缺陷（complement deficiency）

现实中经常为几种免疫缺陷同时出现，如重症联合性免疫缺陷病（原发性）、获得性免疫缺陷综合征（继发性）。